# كاديما

كاديما ((بالعبرية: קדימה)(ك د ي م ه) أي إلى الأمام)، هو حزب إسرائيلي تأسس في نوفمبر 2005 بمبادرة من أريئيل شارون بعيد انسحابه من حزب الليكود بسبب توترات ومواجهات داخلية مع خطه السياسي والاقتصادي لحكومته في الحزب من زعامات جديدة مثل بنيامين نتنياهو، وبشكل أساسي خطة فك الارتباط والمضي قدما في إخلاء المستوطنات الإسرائيلية بقطاع غزة التي تبناها وقد انضم إليه العديد من أعضاء الكنيست والسياسيين من خارجه من حزب الليكود أمثال تساحي هنجبي وجدعون عزرا وأحزاب أخرى بينهم قياديين في حزب العمل أمثال شمعون بيريس وحاييم رامون ودالية إيتسيك.
ومن بين الأهداف المركزية التي وضعها شارون لحزبه الجديد: «الحفاظ على دولة إسرائيل بكونها الوطن القومي الآمن للشعب اليهودي، وإعادة نفخ الروح الوطنية في دولة إسرائيل، مع منح المساواة للأقليات المقيمة في إسرائيل. وهكذا فإن القيم الأساسية لإسرائيل بكونها دولة يهودية وديمقراطية تبرز من خلال هذا المجال.» كما تبرز أفكار الحزب أهمية ضمان يهودية الدولة عبر ترسيم الحدود الثابتة والنهائية والدائمة لدولة إسرائيل من خلال تسوية سلمية تضمن المصالح الوطنية والأمنية لدولة إسرائيل وذلك عبر تطبيق حل الدولتين بحيث تقام دولة فلسطينية كوطن لكل الفلسطينيين، أي لن تسمح إسرائيل بدخول لاجئين فلسطينيين إلى أراضيها، وأن تكون هذه الدولة الفلسطينية نقية من الإرهاب، وهذا الحل يتضمن ضم مناطق هامة بالنسبة للأمن الإسرائيلي ومواقع وأماكن مقدسة للديانة اليهودية ذات مدلولات ورموز وطنية، مثل القدس الموحدة، عاصمة إسرائيل. وضم أقصى حد ممكن من المستوطنين اليهود، مع التشديد على الكتل الاستيطانية ذات الكثافة اليهودية، وضرورة الوصول إلى ذلك عبر التفاوض مع الفلسطينيين.

بعد مرض شارون تولى قيادة الحزب ايهود أولمرت رئيس الوزراء الإسرائيلي السابق ومن بين قيادتها تسيبي ليفني وشمعون بيريز وشائول موفاز. اشترك الحزب في الانتخابات البرلمانية الإسرائيلية في دورتها ال17 في 28 آذار 2006، محققا فوزا سياسيا جيدا ولكنه دون التوقعات آنذاك، حيث حاز على 29 مقعدا من أصل 120 في الكنيست وأصبح بذلك يمثل أكبر كتلة في الكنيست بقيادة تسيبي ليفني التي قررت عدم المشاركة في حكومة ائتلافية برئاسة بنيامين نتنياهو، وأنها ستقود الحزب من مقاعد المعارضة لإيمانها - على العكس من زعيم الليكود - بضرورة تطبيق حل الدولتين عبر المفاوضات.

## قيادات الحزب
من أهم قيادات الحزب:
- تسيبي ليفني
- شمعون بيريز
- ايهود أولمرت
- حاييم رامون
- شاؤول موفاز
- روحما أبراهام
- بليلا راحيل أداتو
- يعقوف إدري
- داليا إيتسيك
- إيلي أفلالو زئيف بويم
- أريه بيبي
- زئيف بيلسكي
- روني بار-أون
- أفي (موشيه) ديختر
- تساحي هنغبي
- مجلي وهبي
- أوريت زوأريتس
- يوئيل حسون
- يسرائيل حسون
- شاي حرمش
- روبرت طيبايف
- شلومو (نجوسا) مولا
- مرينا سولودكين
- جدعون عزرا
- يوحنان بلسنر
- مئير شيطريت
- نحمان شاي
- عتنيئل شنيلر
- رونيت تيروش
- زهير حمدان